# 同時パッケージ
同時パッケージ（同時パケ）とは、ラジオ番組の収録方法の一種で、生放送のように収録して、そのまま完全パッケージ（完パケ）や半パッケージ（半パケ）としてしまう収録方法のことである。番組の中身に関する編集は基本的に行わず、番組として成立しないようなミス（収録時間の間違いや放送禁止用語の発言）をしてしまった場合は最初から録り直しになることもあるため、パーソナリティやディレクター、ミキサーは生放送と同様の緊張感を持って収録することとなる。このように製作側の負担となる欠点もあるが、利点として、番組全体として1つの流れがあるため途中で流れがとぎれるような違和感が発生しにくい、収録が始まれば収録時間には必ず終わる（時間が読める）、制作者の技術向上が挙げられる。
なお、同時パケと完パケ、半パケが良く混同されているが、イコールとはならない。同時パケ方式で収録した場合はそのまま完パケ、半パケとなるが、完パケ、半パケは同時パケ方式で収録の必要性はないからである（完パケ、半パケは編集の有無を問わないため）。同時パケは収録方式からの表現であり、他方、完パケ、半パケはそのまま放送できるか否かからの表現（完パケ、半パケの対義語は「素材」）である。
同義語として「撮って出し（録って出し）」がある。

## 関連事項
- 完全パッケージメディア
- 撮って出し